# Juan José Ballesta
Juan José Ballesta Muñoz (Parla, 12 de novembro de 1987) é um ator espanhol. Em 2001, ganhou o Prêmio Goya de melhor ator revelação pelo seu papel no filme El Bola.